# Islas Mentawai
Las islas Mentawai son un pequeño archipiélago de islas volcánicas de Indonesia localizado a unos 150 km de la parte central de la costa occidental de la isla de Sumatra, de la que la separan las aguas del estrecho de Mentawai; se localizan al sur de las islas Batu. Es un claro ejemplo de arco insular.
Las islas principales son Siberut (la mayor del archipiélago, con 4 030 km²), Sipura (845 km²), Pagai del Sur (Pagai Utara) (622 km²) y Pagai del Norte (Pagai Selatan) (900 km²). Su capital es Tua Pejat, localidad de la isla de Sipura.
Últimamente están muy de moda entre los amantes del surf y el bodyboard, ya que suele haber buenas olas para la práctica de estos deportes haya las condiciones climatológicas que haya.

## Ecología y Biodiversidad
Las islas han estado separadas de Sumatra desde mediados del Pleistoceno , lo que ha permitido que al menos veinte especies endémicas se desarrollen entre su flora y fauna. Esto incluye seis primates endémicos: el gibón de Kloss ( Hylobates klossii ), el macaco de Mentawai (Macaca pagensis), el macaco de Siberut ( Macaca siberu ), el langur de Mentawai ( Presbytis potenziani ), el langur de Siberut ( Presbytis siberu ) y el langur de cola de cerdo ( Simias concolor). Están en grave peligro de extinción debido a la tala, la caza insostenible y la conversión de la selva tropical en plantaciones de aceite de palma.  Algunas áreas de la ecorregión de la selva tropical de las islas Mentawai están protegidas, como el Parque Nacional de Siberut . El gallo de jungla rojo , la civeta palmera asiática y el macaco cangrejero también son nativos.

## Actividad sísmica
La actividad sísmica y de tsunamis ha sido alta desde el terremoto del Océano Índico de 2004. En 1833, la región fue golpeada por un terremoto , posiblemente similar en tamaño al terremoto del Océano Índico de 2004; otro terremoto de gran magnitud golpeó en 1797. El 25 de octubre de 2010, un terremoto en el sur de Sumatra provocó un tsunami mortal que devastó aldeas en Pagai del Sur y Pagai del Norte. El 3 de marzo de 2016, un terremoto de magnitud 7,8 ocurrió frente al Océano Índico, a unos cientos de kilómetros de las islas Mentawai, como resultado de una falla de deslizamiento dentro de la litosfera oceánica de la placa Indo-Australia.

## Imágenes

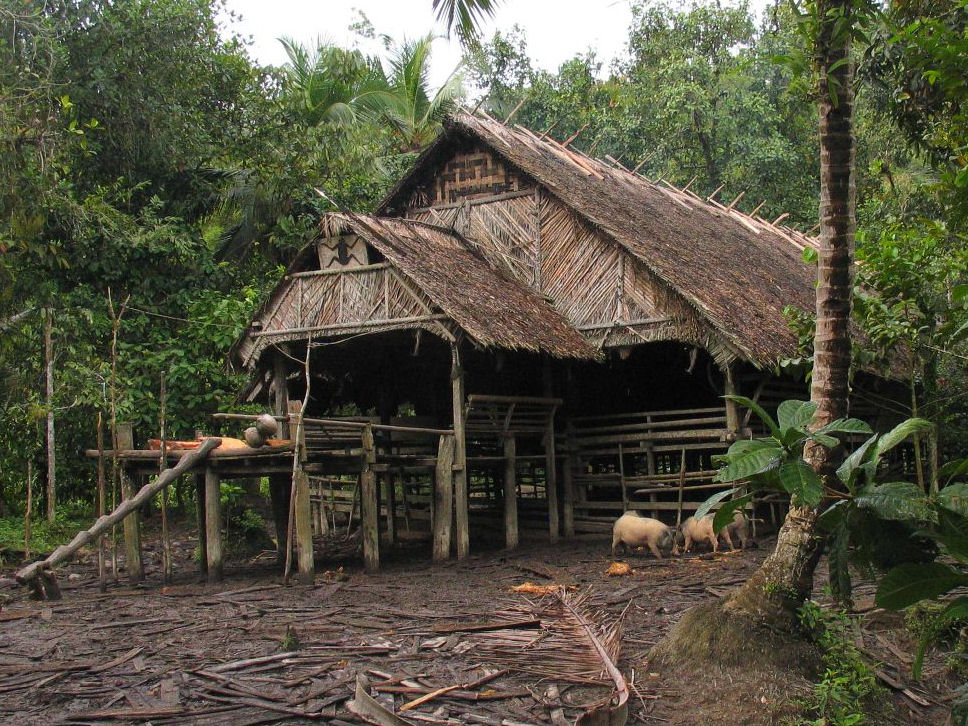
Una Uma, casa comunal tradicional
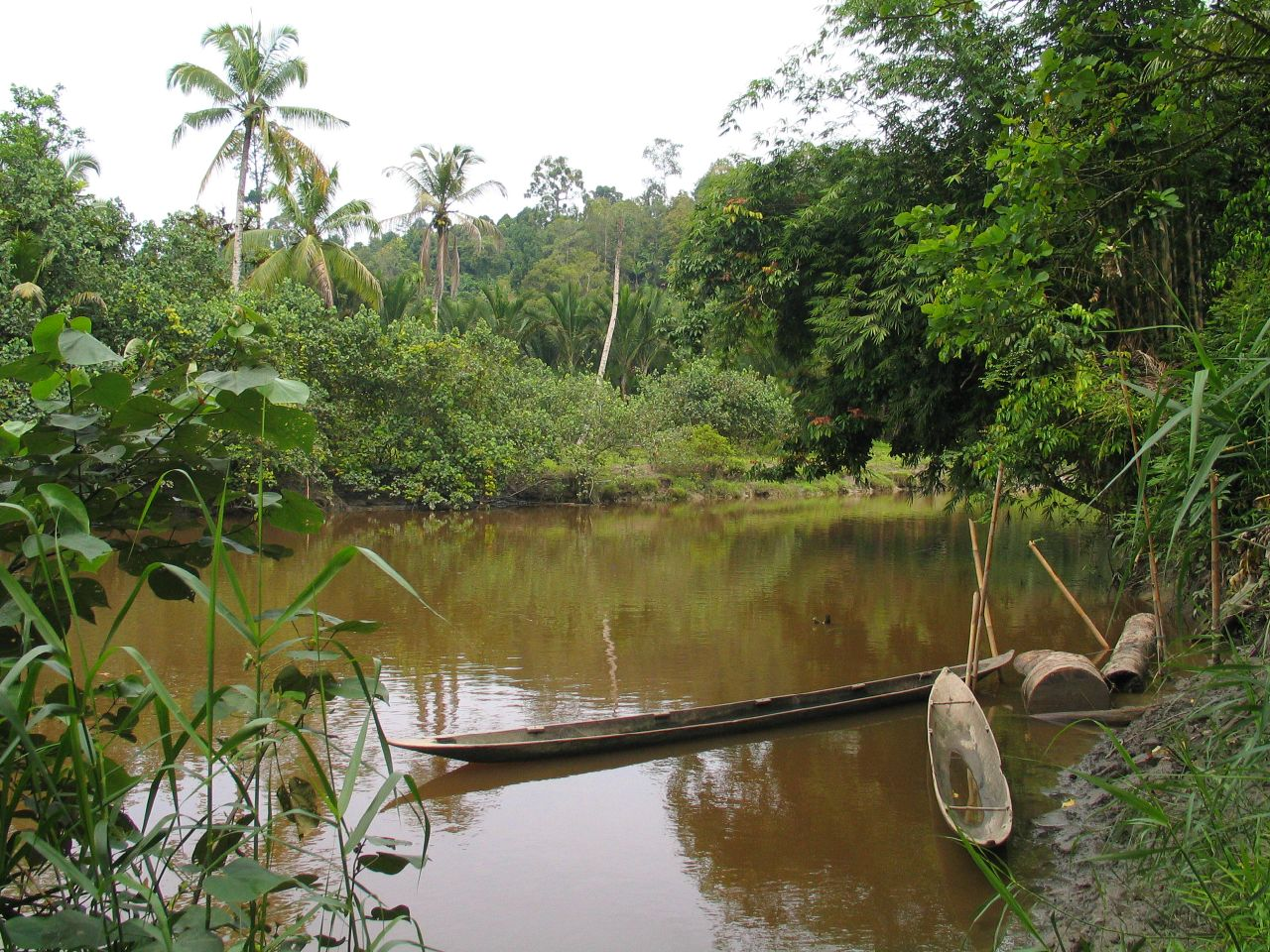
Río en Siberut
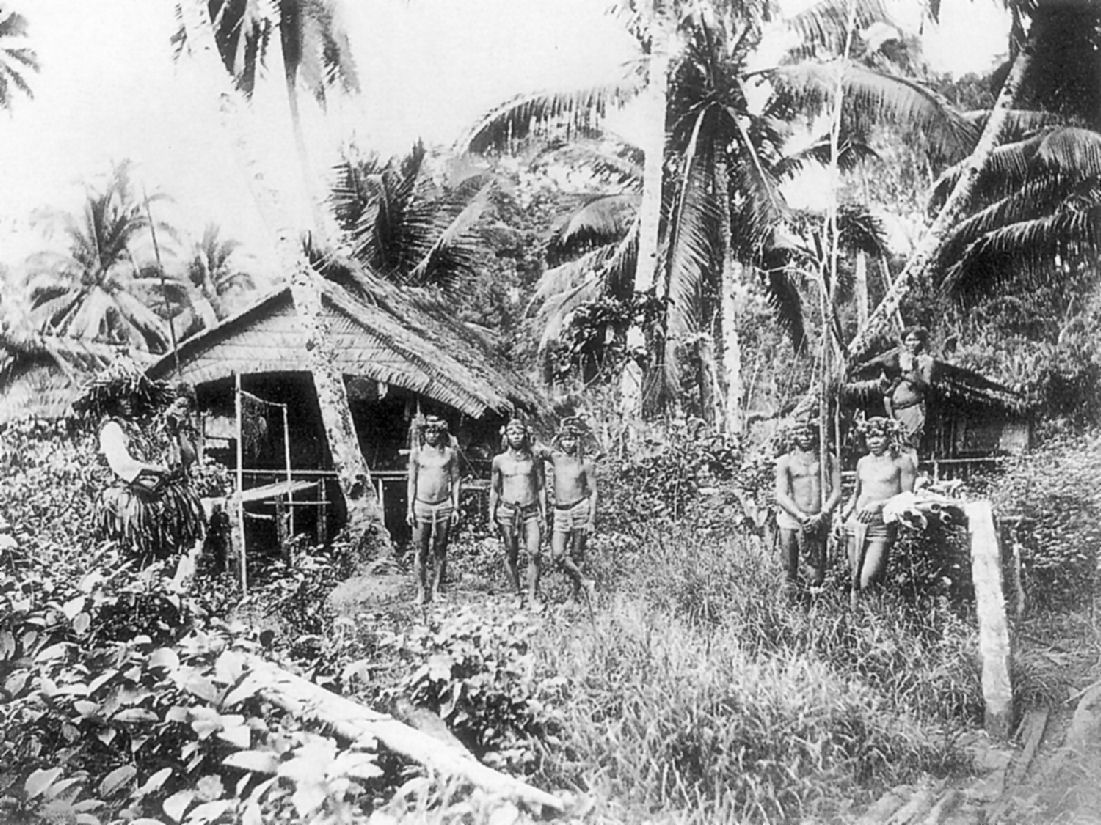
Villa indígena en 1895
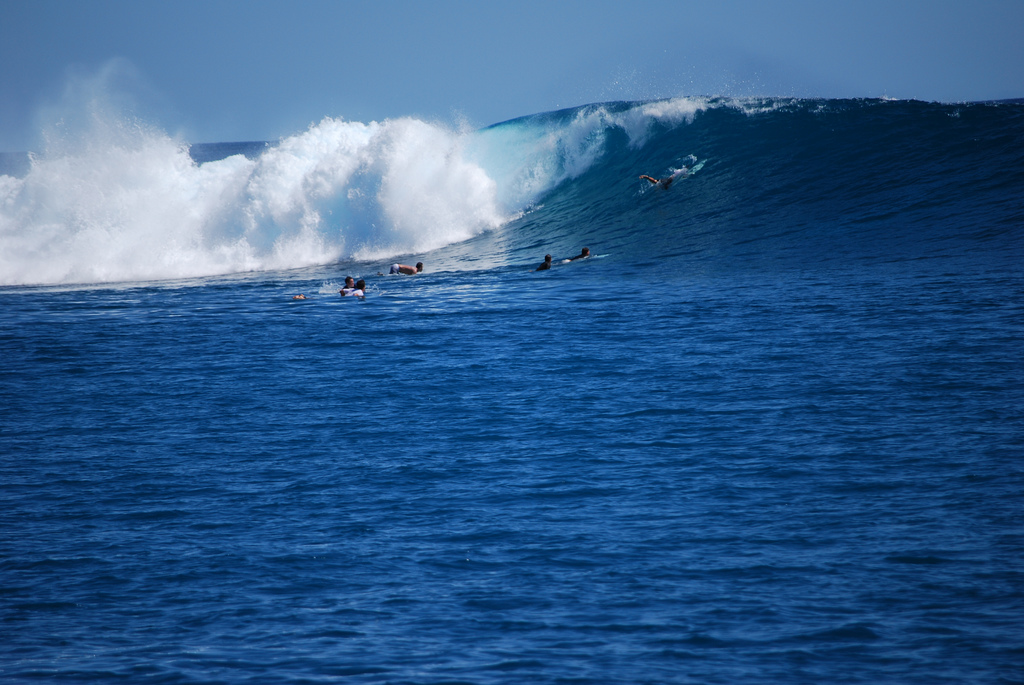
Surf en las islas
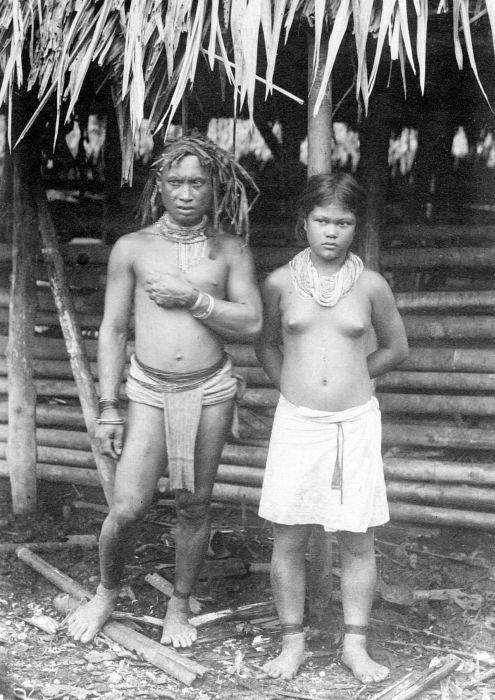
Isleños de Pagai